# رفعت ترك
رفعت (جيمي) ترك (بالعبرية: רפעת טורק‏) (ولد بتاريخ 1954/9/16) في يافا. هو لاعب كرة قدم عربي إسرائيلي لعب في خط الوسط. رفعت مرتبط أساسًا مع فريق«هبوعيل تل أبيب»، كان لاعب كرة القدم العربي الأوّل في منتخب إسرائيل، ويعتبر من أعلام كرة القدم الإسرائيلية. خدم كعضو في مجلس بلدية تل أبيب-يافا كما شغل منصب نائب رئيس البلدية. رفعت كان واحدًا من الإثنين العرب الوحيدين الذين مثّلا إسرائيل في الألعاب الأولمبية، كما شارك في مونتريال عام 1976. 

## الحياة الشخصية
ولد رفعت في حي«العجمي» في يافا، وهو الابن الثاني من بين ثمانية اولاد لحكمت ترك، وهو خياط من حيث مهنته، بعد حرب الاستقلال، ونتيجة للوضع الاقتصادي غير المستقر للعرب في يافا، اضطر إلى كسب العيش في الصيد، وامّه افتخار ترك، وهي ابنة إحدى اغنى العائلات العربية في «المنشية» قبل الحرب. تعلم رفعت في المدرسة الابتدائية «حسن عرفة»، لكنه توقف عن دراسته في المدرسة في الصف الثامن، وساعد والده في عمله. يعيش رفعت مع زوجته وفاء في حي«العجمي» في يافا. ظهر في «سلسلة» وثائقية «تقوما»(نهضة) الذي تحدث فيها عن طفولته وبدايته كلاعب كرة قدم. في عام 1980، مثّل دور نفسه في فيلم ل«عكيفا بركين»؛ اسمه «نجمة الصباح».

## حياته الرياضية
لعب رفعت في طفولته مع فريق«شبيبة يافا». عندما كان عمره 16 عاما لعب كرة القدم على شاطئ البحر، حيث تمّ اكتشافه من قبل أحد محبّي فريق«هبوعيل تل أبيب» حيث أعجب بلعبه وطلب منه أن ينتسب إلى النادي. انضم رفعت إلى«مجموعة الشباب» التابعة «لهبوعيل تل أبيب» ومعظم حباته المهنية قضاها هناك. اتخذ لنفسه الرقم"17"؛ احتذاء بلاعب كرة القدم المحبوب لديه«جيدي دامتي» من فريق«شمشون تل أبيب». لقب«جيمي» لقّبه به مدرّبه الإنجليزي«هاري جيم»، الذي وضعه لأول مرة في مجموعة الكبار بموسم 1972/1973. في 1973/12/29 سجّل رفعت هدفه الأول في مهنته، بخسارة 1-2 لصالح فريق«كوح رمات غان»، ولكن بعد ذلك استمر باللعب، في الوقت نفسه، في مجموعة الشباب.
في الدورة الرابعة عشرة لموسم 1974/1975 سجّل هدفه الثاني بزيّ فريق البالغين، بفوز 4-0 أمام فريق"هبوعيل بيتح تكفا". استمر رفعت بأخذ رصيده من المدرب الجديد"بني كونفورتي"، وفي هذا الموسم وصل مع «هبوعيل تل أبيب» إلى الدوري النصف نهائي في مباريات كأس الدولة وقد أضاع ركلة جزاء ممّا سبّب في خسارة الفريق1-3 لصالح فريق"هبوعيل كفار سابا" بضربات الجزاء. في موسم 1975/1976، كان هدّاف الفريق، حيث سجّل خمسة أهداف في الدوري. في موسم 1976/1977، سجّل ستة أهداف في الدوري. أمّا موسم 1977/1978 فقد انتهى بدون إحرازه لأيّ هدف. وقد احتل الفريق المركز التاسع في الدوري. في موسم 1978/1979 سجّل أربعة أهداف في الدوري. في موسم 1979/1980، بإشراف المدرب"دوفيد شفايتزر"، تم تعيين رفعت قائد فريق«هبوعيل تل أبيب»، وكان هدّاف الفريق للمرة الثانية؛ حيث سجل ثمانية أهداف في الدوري وقد أنهى الفريق الموسم في المركز الثاني، وأُدرج رفعت ضمن اللاعبين المميّزين لجريدة "معاريف". واختير أيضا "كأفضل لاعب كرة قدم للموسم" في جريدة "أخبار الرياضة. مع اقتراب موسم 1980/1981، سافر رفعت إلى بريطانيا بغية إجراء امتحان في أفضل فريق"يونايتد مانتشستر" وفريق"ابسويتش تاون". كان رفعت مرتبط بعقد مع فريق"هبوعيل تل ابيب" ولم يكن هناك أية نية لاطلاق سراحه، ولذلك ذهب للاغلاق بهدف الانتقال إلى فريق"ابسويتش تاون" في الموسم التالي بدون مقابل. وبعد شهر من ذلك تمّ التوصّل إلى اتفاق بين رفعت وفريق" هبوعيل تل ابيب"، وبموجبه اعاد اللاعب إلى الفريق، مقابل بند ينصّ على انه إذا رغب به فرييق اجنبي يُطلق سراح رفعت مقابل 200000 دولار. وفي اعقاب هذه الاحداث تمّ تعيين "نمرود دريفوس" قائد الفريق بدلا من رفعت. في هذا الموسم فاز رفعت مع فريق"هبوعيل تل ابيب" ببطولة الدولة، عندما قاد الفريق مع"موشيه سيناي"و "ايلي كوهين". فوّت رفعت العديد من الألعاب في هذا الموسم؛ بسبب اصابته. وسجّل ستة اهداف في الدوري. في الدورة السادسة سجّل زوجًا من الاهداف بانتصار 3-2 "هبوعيل القدس" في استاد" يمكا"، بما في ذلك هدفه الشهير الذي أطلق عليه"رفعتيل"، بركلة حرة من 45 مترًا. في بداية هذا الموسم فاز رفعت بلقب"لاعب العام (1980) لجريدة"معاريف" باطار مشروع "رياضيّ العام. وبنفس المومس وصل الفريق إلى مباراة كأس الدولة النهائية، الذي خسر فيه امام فريق"بني يهودا تل ابيب"، لكن رفعت لم يشترك بالمباراة بسبب التعافي من الجراحة بعد اصابته بتمزق في الغضروف المفصلي. في موسم 1981/1982، سجل هدفين في الدوري، وخلال موسم 1982/1983، أُعير لمدة موسم لفريق"هبوعيل رمات غان"، وسجّل هدفين متتاليين وحضر لثلاثة اهداف أخرى، لكنه لم ينجح في ان يساعد بانقاذ الفريق من هبوطه إلى الدوري ما قبل الدرجة الممتازة. في موسم 1983/1984، عاد إلى فريق"هبوعيل تل ابيب" وسجل ثلاثة اهداف بالدوري؛ حيث احتلّ الفريق المركز الثالث. لعب رفعت بالمجموع الكلي 12 عامًا متتاليا مع فريق" هبوعيل تل ابيب"- باستثناء موسم الإعارة لفريق"هبوعيل رمات غان"- وشارك خلالها ب238 مباراة وسجّل خلالها 40 هدفًا. في سنة 1984 انتقل إلى فريق"هبوعيل القدس" في الدرجة ما قبل الممتازة، وفي أول موسم له شارك في صعود الفريق إلى الدوري الممتاز. في الموسم التالي سجل هدفين في الدوري واحتل الفريق المركز الرابع عشر في الجدول، وهبط مرة أخرى إلى الدرجة ما قبل الممتازة. لعب رفعت موسمًا اضافيًا قي الفريق في الدرجة ما قبل الممتازة، حتى اعتزل اللعب سنة 1987.

## منتخب إسرائيل
في يوليو 1976، في سن ال21، كان رفعت لاعب كرة القدم العربي الإسرائيلي الأول الذي شارك في مباراة دولية، في منتخب إسرائيل. بعد ان استدعاه مدرب الفريق«ديفيد شفايتزر» كعضو في الوفد الاولمبي لاولمبياد مونتريال 1976، وأشركه في المباراة الثالثة في البطولة التي انتهت بالتعادل 1-1 اما المنتخب الفرنسي. بعد انتهاء فترة عمل المدرب «شفايتزر»، لم يتلق رفعت استدعاءً للفريق لمدة ثلاث سنوات، حتى تمّ استبدال«ايمانويل شيفر» المدرب انذاك، بالمدرب«جاك مانسيل» الذي اعطاه فرصة جديدة للرجوع إلى المنتخب وجعله أحد الركائز المركزية فيه. شلرك رفعت ب33 مباراة دولية في زيّ المنتخب؛ سجل فيها ثلاثة اهداف (ثلاثتها بفوز 6-0 على منتخب تايوان كجزء من تصفيات العالم لكرة القدم سنة 1986). في 26 فبراير 1986 لعب مباراته الاخيرة في المنتخب في مباراة ودية ضد فريق إنجلترا.
بعد التقاعد
بعد تقاعده من اللعب، بدأ رفعت العمل كمدرب. تمّ تعيينه مدرب فريق«هبوعيل تل ابيب» سنة 1991، تحت رعاية«موشيه سيناي» الذي شغل منصب مدير-لاعب. في سنة 1997 درب فريق«هبوعيل الطيبة». في يونيو 2011 تمّ تعيينه كممثل ل«موني هارئيل» في إدارة فريق«هبوعيل تل ابيب». بعد مرور بضعة اسابيع انتقلت ملكية الفريق ل«ايلي طبيب» وانهى رفعت عمله. يشغل رفعت منصب عضو في اللجنة الفنية التابعة لاتحاد كرة القدم، ويعمل احيانا كمحلل كرة قدم على قنوات مختلفة. في 7 يونيو 2015 تمّ تعيينه كمدرب فريق«مكابي اخاء الناصرة». في 13 يناير 2016 أُقيل من وظيفته.

## خارج الملعب
في سنة 1981، تطوع للحملة الانتخابية ل«حزب العمل» لإنتخابات الكنيست العاشرة. في عام 1984، انضم إلى حركة«براء سلام»(هيئة لا تنتمي إلى حزب معين، تهدف إلى جمع الشباب العرب واليهود من خلال العمل المجتمعي). في عام 1988، تمّ وضعه في قائمة«راتس» في المركز الثاني في انتخابات مجلس المدينة. في انتخابات عام 1988 رشّح نفسه لعضويّة مجلس المدينة مندوبا عن حزب«ميرتس» تل ابيب- يافا، وفي تلك الفترة اشعل مجهولون سيارته. وأخيرًا، اختير للمجلس في المركز الرابع عن قائمة«ميرتس».
في عام 2000 اسّس «الجمعية للرياضة والثقافة والتعليم في يافا» من اجل الدعم الاجتماعي والتعليمي للشباب المنكوبين في يافا، بغضّ النظر عن انتمائهم العرقي أو الديني. في عام 2002 تمّ تعيينه نائبا لرئيس البلدية حتى الانتخابات في عام 2003. اختير رفعت مرة أخرى للمجلس عام 2003، وعملٍ إلى جانب عمله في المجلس، في التربية للرياضة في أحياء يافا. قبل الانتخابات البلدية في عام 2008، ترك حزب«ميرتس» وتقاعد من الحياة السياسية. لكنه لم يزل مستمرًا في العمل ضد الفساد والتمييز ضد الفئة الضعيفة في يافا، هو يصور ويوثّق واحيانا ينتقد سلوك واجراءات بلدية يافا. وفي عام 2010 حرقت سيارته مرة ثانية امام منزله.
وفي عام 2015 قدّم التماسا لدى جهات مختلفة في إسرائيل ضد الإساءة إلى اللاعبين العرب في «بيتار» القدس.

## روابط خارجية
- رفعت ترك على موقع الاتحاد الدولي (مؤرشف)  (الإنجليزية)
- رفعت ترك على موقع قاعدة بيانات كرة القدم.إي يو (الإنجليزية)
- رفعت ترك على موقع ناشيونال فوتبول تيمز (الإنجليزية)
- رفعت ترك على موقع أوليمبيديا (الإنجليزية)